# يونوت بوبا
يونوت بوبا (بالرومانية: Ionuț Popa)‏ هو لاعب كرة قدم ومدرب كرة قدم روماني، ولد في 17 أبريل 1953 في سافيرشين في رومانيا. لعب مع نادي صقور بانكوتا ‏.